# Haplopogon triangulatus
Haplopogon triangulatus är en tvåvingeart som beskrevs av Martin 1955. Haplopogon triangulatus ingår i släktet Haplopogon och familjen rovflugor.
Artens utbredningsområde är Texas. Inga underarter finns listade i Catalogue of Life.